# Ng Liang Chiang
Ng Liang Chiang (en chinois : 黄两正; en pinyin: Huáng Liǎngzhèng; né le 4 août 1921 à Singapour, mort le 5 septembre 1992 dans la même ville) est un athlète de Singapour, spécialiste des haies.
Faute de comité olympique à Singapour, il représente la Chine (nationaliste) lors des Jeux olympiques d'été de 1948 à Londres.
Il remporte le seul titre de Singapour en athlétisme lors des Jeux asiatiques de 1951. 